# Provincia di Udon Thani
La provincia di Udon Thani (in thailandese จังหวัดอุดรธานี, Changwat Udon Thani) è in Thailandia e fa parte del gruppo regionale della Thailandia del Nordest. Si estende per 11.730 km² e a tutto il 2020 aveva 1 567 983 abitanti. Il capoluogo è il distretto di Mueang Udon Thani, dove si trova Udon Thani, la principale città della provincia.

## Storia
La zona fu abitata fin dall'età neolitica, come è testimoniato dal sito archeologico di Ban Chiang.

## Geografia antropica

Mappa degli Amphoe

La provincia è suddivisa in 20 distretti (amphoe). Questi a loro volta sono suddivisi in 155 sottodistretti (tambon) e 1682 villaggi (muban).
| 1. Mueang Udon Thani 2. Kut Chap 3. Nong Wua So 4. Kumphawapi 5. Non Sa-at 6. Nong Han 7. Thung Fon 8. Chai Wan 9. Si That 10. Wang Sam Mo | 1. Ban Dung 1. Ban Phue 2. Nam Som 3. Phen 4. Sang Khom 5. Nong Saeng 6. Na Yung 7. Phibun Rak 8. Ku Kaeo 9. Prachaksinlapakhom |

I distretti che mancano nella mappa, segnatamente quelli dal 12 al 16, sono stati assegnati nel 1973 alla nuova provincia di Nongbua Lamphu.

### Amministrazioni comunali
A tutto il 2020, l'unico comune della provincia con lo status di città maggiore (thesaban nakhon) era Udon Thani, che aveva 120 202 residenti. I tre comuni che rientravano tra le città minori (thesaban mueang) erano Nong Samrong (con 28 827 residenti), Ban Dung (15 451) e Nong Sung-Nam Kham (8 580). Erano inoltre presenti 67 municipalità di sottodistretto (thesaban tambon), tra le più popolose delle quali vi erano Nong Bua (sobborgo di Udon Thani con 33 143 residenti) e Ban That (16 920). Nell'aprile 2020, le aree che non ricadevano sotto la giurisdizione delle amministrazioni comunali erano governate da un totale di 109 "Organizzazioni per l'amministrazione del sottodistretto" (ongkan borihan suan tambon).